# Armée belge en 1940

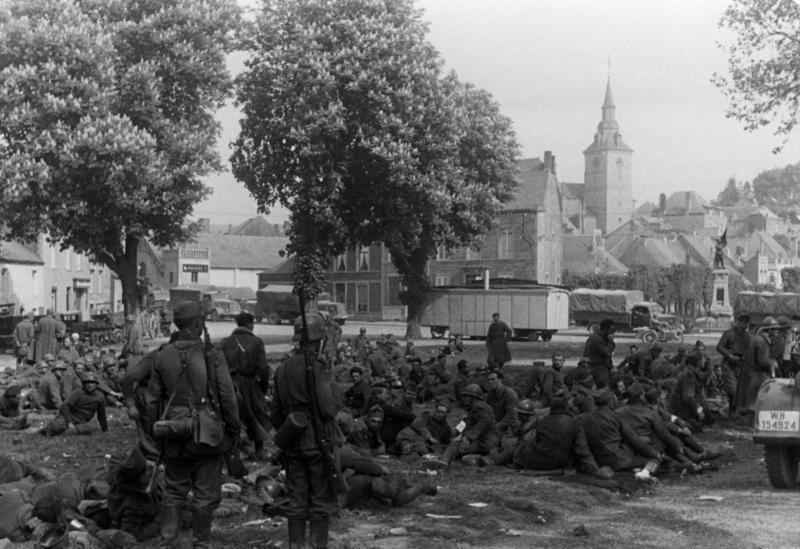
Soldats belges détenus prisonniers, place de Couvin, 16 mai 1940.

En 1940, l'armée belge n'a pas une capacité suffisante pour affronter l'envahisseur lors de la Seconde Guerre mondiale. Pourtant, un effort militaire sans précédent a été consenti depuis 1936 dans le cadre de la politique de neutralité. Celle-ci a été choisie en conséquence de la faiblesse politique de la France et du Royaume-Uni qui est apparue lorsque ces pays ont renoncé à réagir militairement quand l'Allemagne a réoccupé la Rhur avec la Wehrmacht en contravention avec le traité de Versailles.  
Cette démonstration de faiblesse face à la politique agressive d'Hitler a conduit le Roi des Belges Léopold III et le gouvernement, appuyés par le Parlement, à craindre de ne plus pouvoir compter sur l'alliance militaire avec la France du traité de 1920, ni sur un support britannique. La Belgique a donc choisi de revenir au statut de neutralité d'avant 1914, tout en obtenant la remise en vigueur de la garantie de la France et de l'Angleterre à défendre l'indépendance belge.  
En ce faisant, les gouvernants ont placé la Belgique dans un isolement militaire qui contraint ce pays à se préparer seul à l'éventualité d'un conflit avec l'Allemagne. Mais l'effort de réarmement se heurte à la capacité limitée de l'industrie nationale, avant tout consacrée aux armes légères. Quant aux fournitures en armement lourd, elles sont contrariées par les Français et les Anglais qui ne vendent que peu de canons, chars et avions modernes car ils sont eux-mêmes en retard de réarmement. D'autre part, l'infanterie  est renforcée par la création de nouvelles unités à missions spécifiques (déjà depuis 1934), telles les troupes d'alerte comme les cyclistes-frontières chargés de patrouilles d'observation et les chasseurs ardennais. On parvient aussi à équiper l'armée de chars légers et de canons automoteurs qui peuvent percer le blindage des chars allemands.  
Quelques avions modernes dont des chasseurs belges « Renard » et des « Hawker Hurricane » anglais viennent renforcer une aviation surtout composée de chasseurs bombardiers « Fairey Fox », de chasseurs « Fiat », « Fokker » et « Morane » qui, en 1937, sont au niveau des appareils des pays voisins, mais qui, en 1940, seront dépassés sur le plan de la vitesse. 

## Politique de défense pendant l'entre-deux-guerres, ses conséquences en 1940 et ses suites pendant le conflit

### Contexte politique et militaire
En 1920, un accord militaire franco-belge est signé entre les gouvernements belge et français dans le but de coordonner leurs efforts pour l’occupation conjointe de la Ruhr, mais aussi pour réduire le front en cas de nouvelle agression allemande.
Durant l’entre-deux-guerres, la Belgique est divisée entre les factions politiques flamandes et wallonnes : lorsqu’il fallut voter un budget militaire face à la menace nazie, les députés flamands tergiversèrent avec l’appui de l'aile pacifiste du parti ouvrier (socialiste), ce qui ralentit la modernisation de l’armée belge à la veille de la Seconde Guerre mondiale. Malgré les demandes répétés du Roi et de certains hommes politiques comme Albert Devèze qui ont demandé à de multiples reprises une modernisation accrues de l'armée belge.  
L’objectif principal du Mouvement flamand était de rompre l’accord militaire franco-belge de 1920 qu’il considérait comme un symbole de la « domination francophone ». Léopold III, inquiet devant les menaces de division du pays, parut céder au mot d'ordre flamand Los van Frankrijk ! (Quitte de la France ! C'est à comprendre dans le sens débarrassons de l'alliance avec la France) et dénonça l'accord militaire franco-belge d'assistance mutuelle de 1920. Le 14 octobre 1936, le roi déclara au Conseil des ministres que « Seule une neutralité volontaire, appuyée par un appareil militaire aussi puissant que possible, peut maintenir la Belgique à l'écart du conflit. » . Il s'agissait donc de bâtir une défense militaire belge capable de rassurer les Belges quant à la capacité du pays de se défendre contre tout agresseur. Ce qui, en fait, visait l'Allemagne, mais qui permettait de neutraliser l'action flamingante pour ce que le ministre Paul-Henri Spaak déclara être devant le parlement belge « une politique exclusivement et intégralement belge ». De plus il faut savoir que cette renonciation de l'accord militaire était une des conditions des socialistes et des catholiques de voter les crédits de l'armée belge proposé par le ministre Devèze
En conséquence, le gouvernement dénonçait   implicitement les accords de Locarno et repliait la Belgique dans une stricte neutralité refusant officiellement toute coopération avec les états-majors alliés et allant même jusqu'à envoyer des unités légères à la frontière française pour créer l'apparence d'une défense de toutes les frontières. Cette attitude vaudra au roi de vives réprobations de la part des Alliés et d’une partie de la population wallonne. Mais des contacts secrets avec les Français sont prouvés, comme on le lira, après la guerre, dans le livre Servir, titre des mémoires du général en chef des armées françaises Gamelin, qui y révèle qu'il était en rapport avec le roi Léopold III, chef de l'armée belge. Celui-ci transmettait les renseignements que les services belges pouvaient recueillir auprès d'Allemands anti-hitlériens quant aux plans de la Wehrmacht contre la Belgique. C'est l'attaché militaire français à Bruxelles, qui avait été l'élève du général Van Overstraeten à l'École royale militaire de Bruxelles, qui servait de relais. Van Overstraeten lui-même, conseiller militaire personnel du roi, en parle dans un de ses livres, Dans l'Étau. On trouve des références aussi dans le livre Le 18e jour du colonel Remy, grand résistant gaulliste qui met les choses au point quant au prétendu refus belge (proclamé par certains auteurs et journalistes) de coopérer avec la France. Il ne s'agissait que d'une apparence destinée à abuser l'opinion publique pour éviter le plus possible tout ce qui aurait pu passer pour une provocation aux yeux d'Hitler durant les mois de mobilisation générale mis à profit pour préparer l'armée belge à affronter l'Allemagne avec, entre autres, la construction de ligne antichar KW.

### Effectifs à la veille de la guerre

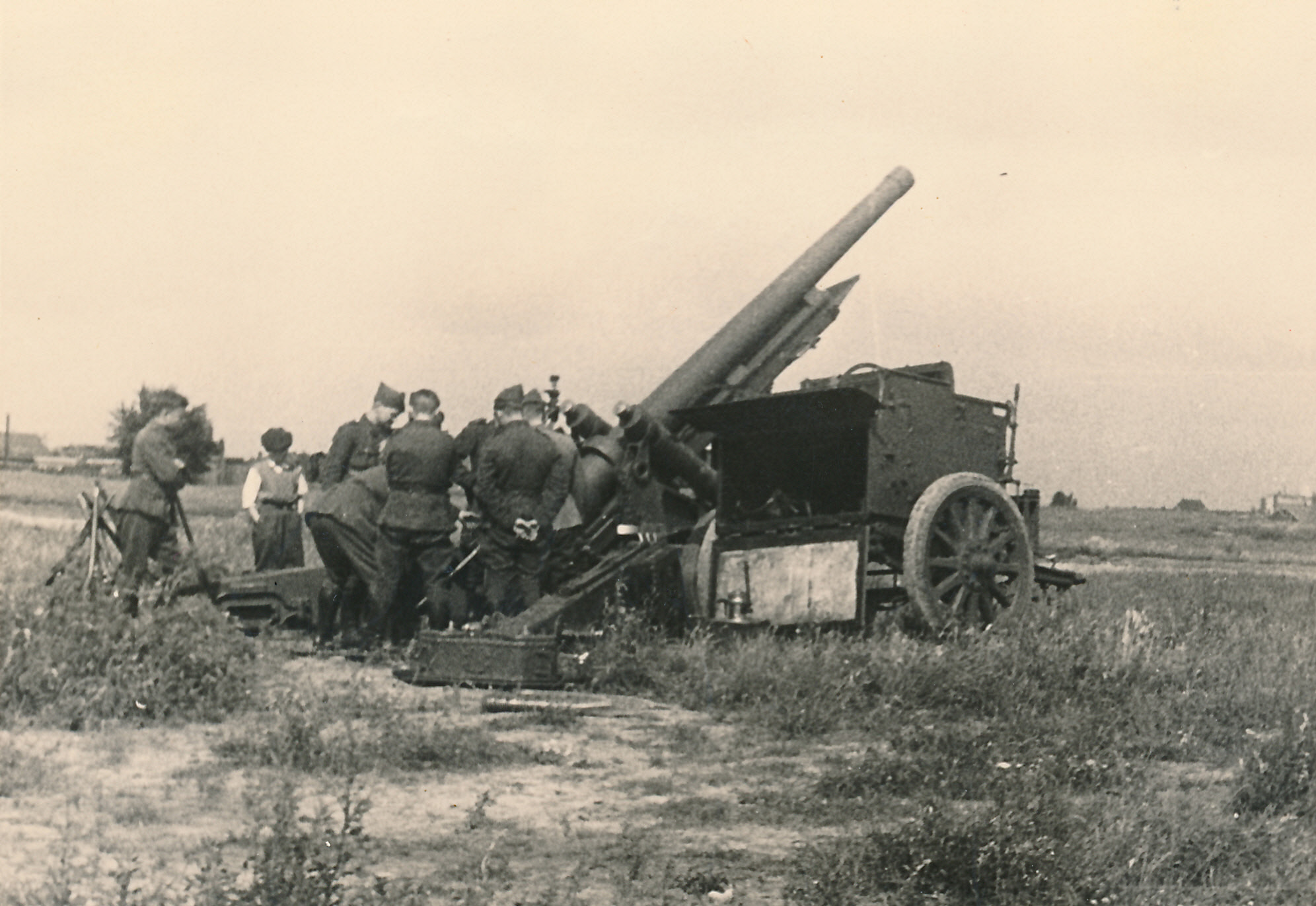
Mise en batterie d'un canon de 120 mm L modèle 1931 du 26e régiment d'artillerie en avril 1940. 48 exemplaires sont en service à cette date.

En date du 9 mai 1940, l'armée compte 22 divisions, soit 616 000 soldats sous les drapeaux qui attendent l'attaque allemande, même si l'Allemagne n'a pas, jusque-là, déclaré la guerre à la Belgique. Cet effort de mobilisation est considérable. Mais si les effectifs sont importants, l'encadrement est insuffisant et la chaîne de commandement rigide, aux capacités de réaction lentes.
Cet effectif veille le long de l'Escaut puis du canal Albert, jusqu'au sud de l'Ardenne, soit sur une distance de près de 500 kilomètres suivant un arc de cercle épousant sensiblement le tracé des frontières depuis le littoral jusqu'à la frontière Est avec le Luxembourg et la France. À l'arrière, les 10 000 gendarmes chargés de la police militaire (la prévôté militaire) - qui peuvent combattre l'ennemi, étant entraînés et équipés militairement - vont se livrer à une chasse aux parachutistes et aux espions ennemis, la cinquième colonne que la population croit détecter un peu partout à l'arrière des troupes.

### L'offensive allemande
Le 10 mai 1940, la Belgique est de nouveau envahie par l'Allemagne et l'armée belge, percée au nord par la chute du fort d'Ében-Émael, doit se replier tout en combattant pour s'aligner sur l'aile droite de l'armée française en recul après avoir été percée à Sedan, en Ardenne française. Les Chasseurs ardennais retardent la Wehrmacht pendant plus de 24 heures. L'état-major français ne peut tirer parti de ce délai, n'ayant pas cru probable et anticipé une offensive à travers les Ardennes. Comme l'avait dénoncé, en avril 1940, une commission parlementaire française présidée par le député Taittinger, le dispositif français de la région de Sedan est médiocre, composé de réservistes de rang B installés dans des fortifications de campagne inachevées. Pierre Miquel le démontre dans son livre La Seconde Guerre mondiale. Ce n'est que le 12 mai que les Allemands attaquent à Sedan. Mais, en deux jours, la défense française n'a pu envoyer en avant que quelques chars légers qui ne résistent pas aux chars allemands qui percent le front des Français. Cela oblige l'armée française à reculer pour tenter de retrouver sa cohésion et pour ne pas être contournée. Cependant, les Belges sont eux-mêmes percés en leur centre, sur le canal Albert, au nord de Liège, par la chute du fort d'Ében-Émael pris en 24 heures par des attaquants amenés sur le toit du fort par des planeurs pour en faire sauter les tourelles à l'aide de charges creuses, un explosif encore inconnu par les Belges et les Alliés. L'armée belge est également menacée sur sa gauche par la disparition des forces armées néerlandaises en retraite accélérée, ce qui oblige l'état-major belge à ordonner un recul général d'ailleurs rendu nécessaire par le recul français.
À signaler qu'une mission de liaison française dirigée par le général Champon est arrivée au grand quartier général belge dès le premier jour de l'offensive allemande, le roi Léopold III ayant accepté que l'armée belge lie sa stratégie à celle de l'armée française. Dès le 12 mai, l'armée belge, ainsi que le petit corps expéditionnaire britannique, retraitent pour tenter de reformer un front cohérent avec les Français qui reculent après la percée de Sedan suivie d'une panique à Bulson saisissant des troupes françaises. Face aux troupes françaises, la Wehrmacht procède par attaques en profondeur répétées de chars qui percent les lignes alliées avec l'appui d'une aviation dominatrice. Pourtant, à Gembloux, c'est une victoire tactique française et, sur la Dendre, les Belges tiennent bon pendant trois jours. Mais il n'y a pas de stratégie alliée pour contre attaquer avec des chars, du fait d'une conception globale inadéquate face à la stratégie allemande de percées étroites et puissantes exécutées par des chars. Le front allié, dont les états-majors s'obstinent à vouloir maintenir leurs troupes suivant un dispositif linéaire, se disloque. Aussi, ces deux succès ne sont que des batailles d'arrêt suivies de nouveaux replis. Finalement, sur la Lys, l'armée belge résiste encore cinq jours sans reculer, alors qu'elle est abandonnée sur sa droite par les Britanniques en retraite accélérée vers Dunkerque.[réf. nécessaire]

### Reddition de l'armée belge
Les Allemands disposent d'un matériel blindé mieux commandé que celui des alliés et ils atteignent la mer, encerclant le gros du 1er Groupe d'Armées de l'armée française, la British Expeditionary Force et l'armée belge. Les munitions manquent, les vivres et l'eau aussi. La situation sanitaire est déplorable, le typhus menace quelque 2 millions de réfugiés. Une grande partie du parlement et du gouvernement belges sont dans la nature. Seul le roi Léopold III et quelques ministres belges (notamment, le premier ministre Pierlot et le ministre des Affaires étrangères Spaak) sont capables de prendre une décision. Finalement, après l'entrevue de Wynendaele avec ces deux ministres, le roi choisit la reddition de l'armée au terme d'une campagne des dix-huit jours (28 mai 1940). L'objectivité commande d'insister sur le fait qu'il avait annoncé que l'effondrement belge devenait inévitable en écrivant en urgence à George VI par une lettre personnelle confiée à l'attaché militaire britannique et en communiquant par radio avec le général Blanchard, commandant l'armée française du Nord. Ceci est détaillé dans le livre de l'amiral Sir Roger Keyes Un règne brisé, et aussi dans le livre du colonel français Rémy Le 18e jour. Rémy, un gaulliste de la première heure, condamne la dénonciation par le président français Paul Reynaud de l'attitude du roi qu'il expose à la vindicte des Français en prétendant ne pas avoir été tenu au courant. Mais il ne s'agit pas d'armistice entre gouvernements belge et allemand. Au contraire du maréchal Pétain, chef de l'État français, qui conclura, un mois plus tard, un accord politique avec l'Allemagne nazie, le roi se refuse à toute entente avec l'Allemagne et devient donc prisonnier de guerre. Il est alors déclaré « dans l'impossibilité de régner » par le gouvernement en exil d'Hubert Pierlot, cela selon les termes de la Constitution belge qui dispose que, dans le cas de la perte par le roi de sa liberté d'action, son pouvoir doit être exercé collégialement par le gouvernement. Les clauses de la reddition postulent la fin de toute activité militaire belge, entraînant la déportation en Allemagne de 215 000 prisonniers de guerre.

### L'«Armée secrète»
Mais l'armée va se survivre à travers l'Armée secrète belge (A.S.), organisation clandestine fondée par des officiers et soldats qui ont échappé à la captivité ou qui ont pu s'évader. Beaucoup de membres de l'A.S. payeront chèrement leur action d'espionnage et de sabotage. Ils sont arrêtés, torturés, déportés, mis à mort. Un monument à leur mémoire se dresse à Bruxelles, devant le siège du Conseil d'État, dit « monument des treize colonels ». Le roi, quant à lui, va protester contre les déportations par des lettres à Adolf Hitler. En réponse, il est menacé d'être lui-même déporté, ce qui finira par arriver en 1944. Entre-temps, les actes de guerre de l'Armée secrète et d'autres organisations de résistance se sont développés, soutenus par le gouvernement belge en exil à Londres (après que Pierlot et Spaak, d'abord réfugiés en France, aient dû traverser clandestinement l'Espagne, cachés dans le double fond d'une camionnette, afin d'échapper au gouvernement franquiste qui pouvait les livrer aux Allemands). De Londres, le gouvernement patronne un effort de guerre qui s'illustre par trois escadrilles belges dans la Royal Air Force, tous les navires belges mis au service des alliés, de même que les richesses du Congo belge (notamment l'uranium). De plus, les troupes du Congo attaquent et refoulent les Italiens d'Abyssinie, remportent les victoires de Bortaï, de Saïo et d'Asosa tandis qu'une force terrestre est reconstituée au Royaume-Uni sous le commandement du colonel Piron. Elle participera à la libération du nord de la côte française et à celle de la Belgique. À la fin de la guerre, près de 100 000 Belges sont mobilisés contre l'Allemagne à travers le monde, en plus des effectifs de la Résistance intérieure. Ce chiffre englobe les troupes terrestres du colonel Piron, ainsi que les services, mais aussi les troupes d'Afrique du général Gilliaert victorieuses des Italiens. Sont inclus également dans ce chiffre les trois escadrilles et les marins de la marine marchande.
Pendant toute la guerre, les réseaux de résistance nés spontanément en Belgique sont alimentés en informations et consignes à travers des émissions codées (les messages personnels) de Radio Belgique depuis Londres, ainsi que par des parachutages d'armes et d'agents. Parmi les réseaux de résistance, l'Armée Secrète. De par sa nature spécifiquement militaire elle s'attachera à noyauter certains milieux en rapport avec les Allemands, mais favorables aux Alliés, pour installer un réseau de renseignements et de sabotages de nature militaire. C'est aussi elle qui constituera les maquis ardennais, l'Ardenne étant la seule région du pays propre, par ses forêts et son relief accidenté, à accueillir une guérilla. Les communications de l'Armée Secrète avec le gouvernement belge de Londres se faisaient par radio et aussi par le transfert d'hommes et de matériels effectués, avec l'appui des Britanniques, par des parachutages et aussi via des avions légers Lysander reliant la Belgique au Royaume-Uni au cours de liaisons nocturnes utilisant de petits aérodromes clandestins improvisés dans des endroits isolés.
D'autre part, des volontaires créent des réseaux clandestins pour l'accueil des aviateurs alliés dont les appareils ont été abattus, ainsi que des filières d'évasion, dont le réseau Comète, pour exfiltrer ces militaires vers le Royaume-Uni ainsi que les Belges qui veulent s'engager dans les forces belges libres.

## Effectif et matériel

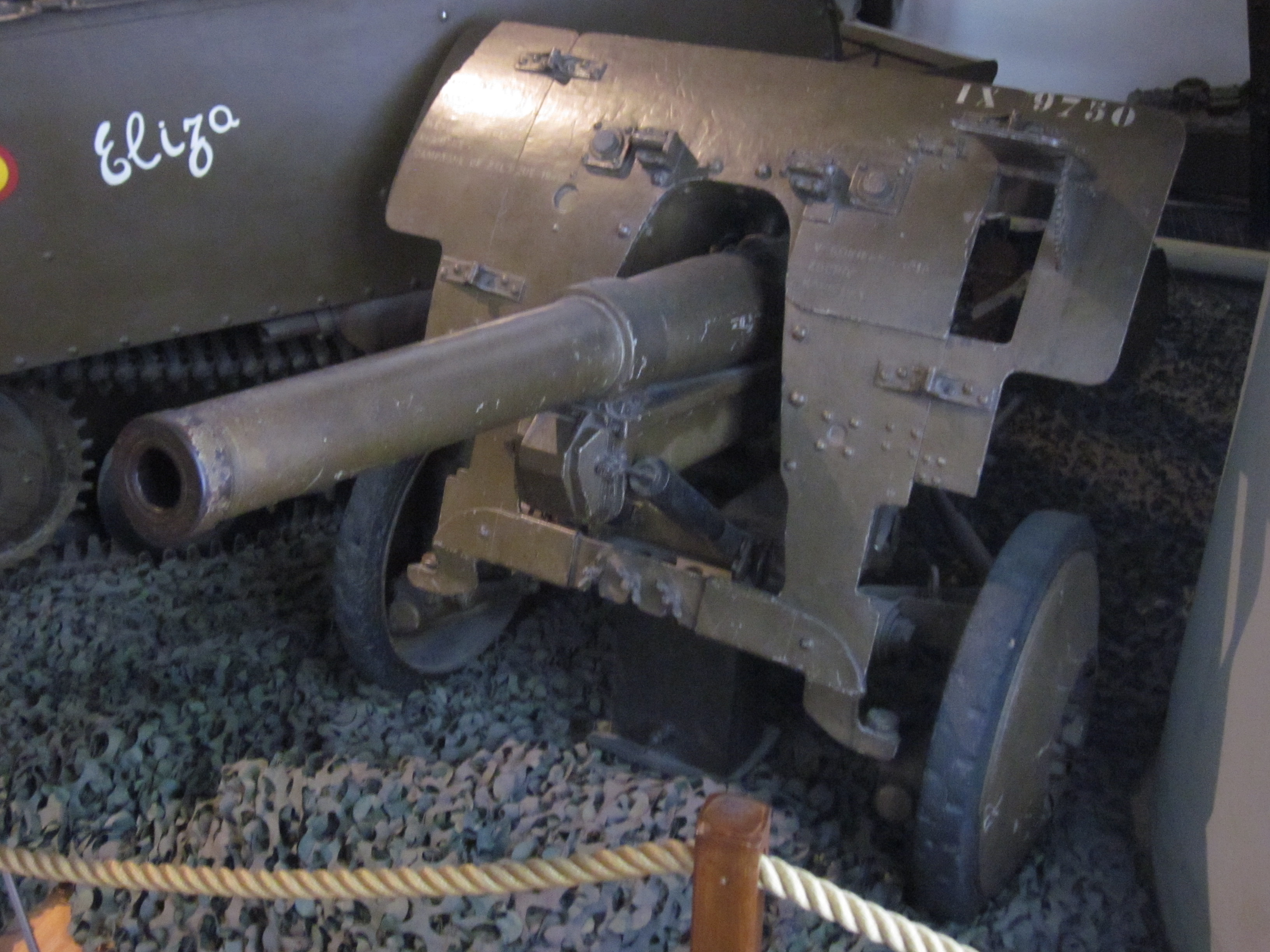
Canon antichar de 47 mm mle 1931 utilisé par l'armée belge en 1940.

En 1940, 650 000 hommes et 10 000 gendarmes équipés comme infanterie légère et destinés à faire la police de l'armée (prévôté), mais entraînés pour combattre l'ennemi, surtout dans le cas de parachutistes, et 50 000 jeunes recrues du contingent de 1940, mais qui seront envoyées en France dès le 10 mai pour y suivre un entrainement que l'on n'aura pas eu le temps de leur apporter.
La totalité des effectifs traduit un effort considérable puisque les mobilisés représentent 8 % de la population totale de la Belgique, soit 46 % de la population masculine entre 20 et 40 ans. Il s'agit d'un effort de mobilisation supérieur, statistiquement parlant, à celui des Alliés.

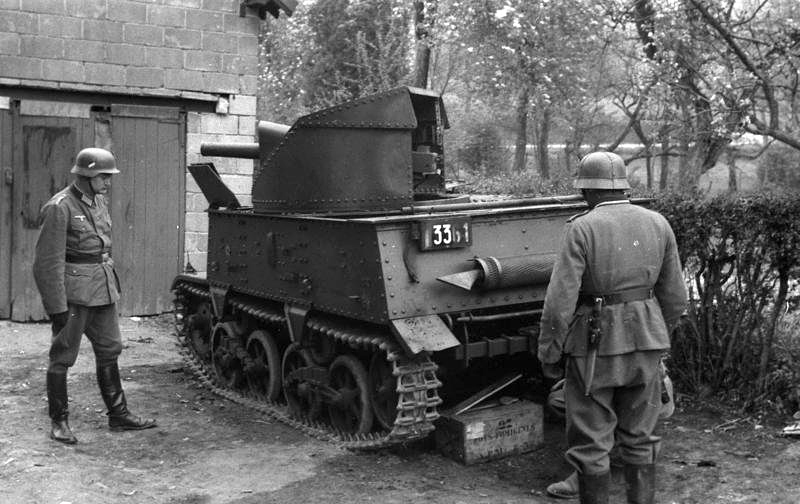
Chenillette T13 capturée. Cet engin de 5 tonnes est armé d'un canon antichar de 47 mm. Environ 200 exemplaires furent mis en service à partir de 1934. Certains furent réutilisés par l'armée allemande après leur capture.

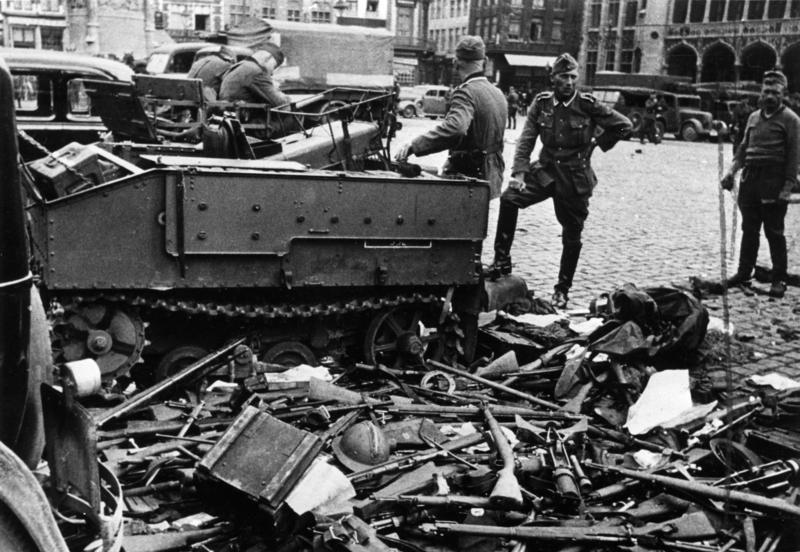
Tracteur d'artillerie de l'armée belge capturé par l'armée allemande.

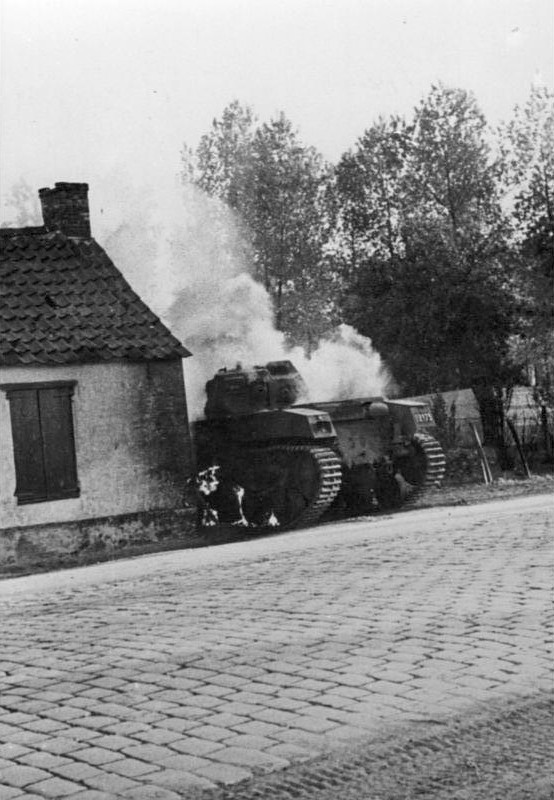
Un AMC 35 en flammes. Neuf de ces chars légers français ont été livrés à la Belgique. Huit ont participé à la bataille et quatre furent détruits au combat.

### Des soldats démobilisés en 1940
Alors que la guerre commence pour la Belgique, et que la bataille de France va suivre, des catégories de soldats ont été démobilisées depuis 1939 sous des pressions de parlementaires. Sont démobilisés :
- les mineurs (un régiment du Hainaut perdit 700 hommes renvoyés à la mine)
- les ingénieurs des mines (officiers de réserve de l'artillerie et du génie)
- les pères de trois enfants et plus
- les membres du service de santé
- certains fonctionnaires des cabinets ministériels
- les « compétences » nécessaires à l'industrie nationale

### Des armes anciennes et quelques équipements modernes
Les soldats de la 2e réserve trouvent leurs armes dans les dépôts de la Première Guerre mondiale. Ils sont équipés :
- des fusils Mauser de 1889 (en bon état);
- des mitrailleuses Colt (moins bons);
- des fusils-mitrailleurs français Chauchat, que les combattants de la Grande Guerre abandonnaient à cause de leurs fréquents enrayages.

D'autre part, les chiffres suivants, en armement moderne de l'armée belge, sont tirés du livre allemand Le Mythe de la guerre éclair de Karl Heinz Frieser.
- 1 338 pièces d'artillerie, dont 80 canons Bofors antiaériens.
- 270 chars légers moyennement blindés mais dotés de canons capables de percer les blindés allemands.
- 200 véhicules blindés sur chenillettes, les T13 équipés de canons de 47 mm réputés excellents. Les Chasseurs ardennais en furent dotés en quantité limitée, ce qui leur permit, le 10 mai, de mettre en échec des troupes allemandes déposées par des avions Fieseler Storch sur les arrières belges à Witry. Les chenillettes T13 furent utilisées sur la Dendre et, surtout, pendant la bataille de la Lys, durant laquelle leurs canons révélèrent leurs qualités antichars. Des chars mi-lourds avaient été commandés en France en 1938 sous le nom d'autos blindées (terme choisi dans le but de dissimuler aux espions allemands la tactique nouvellement choisie de renforcer l'arme blindée pour lui offrir des moyens accrus de contre-attaque contre l'armée allemande que l'on savait orientée vers l'utilisation de blindés). Mais seuls neuf de ces blindés furent livrés.
- 377 avions dont seulement un tiers d'appareils modernes

## L'aviation

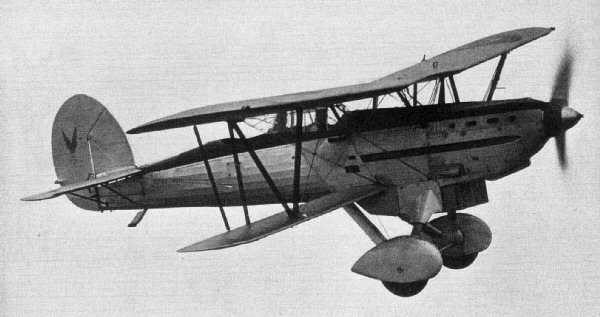
Un Fairey, l'avion le plus répandu du parc aérien belge.

- 60 chasseurs modernes avaient été commandés aux États-Unis, mais ne furent pas livrés à temps.
- On compte, au moment de l'attaque allemande, 377 avions, dont 140 appareils de combat n'en comprenant qu'une soixantaine pouvant être considérés comme modernes, quoique dépassés par les avions allemands sur le plan de la vitesse. Les deux tiers de ces appareils seront détruits au sol lors de l'attaque de la Luftwaffe du 10 mai. Les autres se sacrifieront, d'abord sur le canal Albert pour les bombardiers légers, les autres principalement pour le réglage à partir d'avions des tirs de l'artillerie contre les divisions allemandes. Des Renard R.31, avion de conception et de fabrication belge, parviendront à mener une cinquantaine de mission d'observation et d'attaque au sol. Dans l'ensemble, les avions militaires qui réchapperont des combats, volant de terrains de fortune en terrains improvisés, finiront en panne de carburant et seront sabordés le 28 mai.

Cette force aérienne se répartit comme suit :
- trois régiments d'aéronautique :
  - 1er Aé : six groupes de reconnaissance, chacun d'eux était détaché auprès d'un corps d'armée. Matériel : des avions belges Renard R.31. Ces appareils furent utilisés pour des réglages de tirs d'artillerie et, faute de mieux, pour des attaques au sol.
  - 2e Aé : trois groupes de trois escadrilles de chasse. Matériel très diversifié et généralement dépassé, exception faite des nouveaux chasseurs Hawker Hurricane.
  - 3e Aé : trois groupes de trois escadrilles de bombardement et de Recce de jour et de nuit. Matériel, essentiellement Fairey Battle.
- deux compagnies d'aérostiers avec chacune un ballon captif.

| Avion                       | Origine          | Type                                 | Année d'acquisition | En service |
| --------------------------- | ---------------- | ------------------------------------ | ------------------- | ---------- |
| Fairey Battle               | Royaume-Uni      | Bombardement léger                   | 1938                | 16         |
| Fairey Fox                  | Royaume-Uni      | Bombardement léger et observation    | 1933–1938           | 154        |
| Fiat CR.42                  | Italie           | Chasseur                             | 1940                | 27         |
| Fokker F.VII                | Pays-Bas         | Transport                            | 1935                | 9          |
| Gloster Gladiator           | Royaume-Uni      | Chasseur                             | 1937                | 22         |
| Hawker Hurricane            | Royaume-Uni      | Chasseur                             | 1939                | 20         |
| Koolhoven FK.56             | Pays-Bas         | Entrainement avancé                  | 1940                | 12         |
| LACAB GR.8                  | Belgique         | Prototype de bombardier              | 1936                | 1          |
| Morane-Saulnier MS.230      | France           | Observation                          | 1932                | 23         |
| Potez 33                    | France           | Bombardement léger et reconnaissance | 1930                | 10         |
| Renard R.31                 | Belgique         | Observation                          | 1935                | 33         |
| Renard R.38                 | Belgique         | Prototype de chasse                  | 1940                | 1          |
| SABCA S-47 / Caproni Ca.335 | Belgique/ Italie | Prototype de bombardier léger        | 1940                | 1          |
| Savoia-Marchetti SM.73      | Italie           | Transport                            | 1940                | 8          |
| Savoia-Marchetti SM.83      | Italie           | Transport                            | 1940                | 3          |
| Stampe-et-Vertongen SV-5    | Belgique         | Entrainement                         | 1936                | 21         |
| Stampe-et-Vertongen SV-22   | Belgique         | Entrainement                         | 1933                | 10         |
| Stampe-et-Vertongen SV-26   | Belgique         | Entrainement                         | 1933                | 10         |

### La DCA (défense anti-aérienne)
- ?x batteries de 105 mm.
- 30 batteries de quatre canons (3 de 75 mm et un de 105 mm) qui étaient presque toutes de vieilles batteries allemandes de 88 mm « retubées », capables tout au plus d'atteindre des avions volant à 360 km/h à une altitude inférieure à 3 000 mètres.
- 9 batteries de 6 canons de 40 mm achetés récemment chez Bofors pour combattre les appareils volant bas.
- 4 batteries de projecteurs.